# Lil Mosey
Lathan Moses Stanley Echols (sinh ngày 25 tháng 1 năm 2002), được biết đến với nghệ danh Lil Mosey, là một rapper người Mỹ. Anh trở nên nổi tiếng vào cuối năm 2017 với việc phát hành đĩa đơn "Pull Up". Album phòng thu đầu tay Northsbest (2018) của Mosey bao gồm đĩa đơn xếp hạng Billboard Hot 100 đầu tiên của anh ấy, "Noticed". Album phòng thu thứ hai của anh ấy, Certified Hitmaker (2019), đạt vị trí thứ 12 trên Billboard 200 của Mỹ. Năm 2020, Mosey phát hành đĩa đơn xếp hạng cao nhất trong sự nghiệp của mình, "Blueberry Faygo", đạt vị trí thứ 8 trên Billboard Hot 100.
Vào tháng 4 năm 2021, Echols bị buộc tội hiếp dâm cấp độ hai tại quận Lewis, Washington. Phiên tòa xét xử anh ta dự kiến sẽ bắt đầu vào tháng 12 năm 2022.